# Candelaria (Atlantico)
Candelaria è un comune della Colombia facente parte del dipartimento dell'Atlantico.
Il centro abitato venne fondato nel 1760, mentre l'istituzione del comune è del 1860.